# Kangourou géant
Macropus giganteus
Espèce
Statut de conservation UICN

 LC  : Préoccupation mineure
Le kangourou géant (Macropus giganteus ; en anglais : Eastern grey kangaroo) est un marsupial très répandu dans le Sud et l'Est de l'Australie avec une population de plusieurs millions d'individus.

## Description
Avec ses 60 kg pour le mâle, 32 pour la femelle et une taille de 1,5 m à 1,8 m, il ne mérite pas son qualificatif de giganteus, le kangourou roux étant plus lourd que lui. Sa queue puissante de 1,2 m lui sert de contrepoids lorsqu'il saute, d'appui lorsqu'il est au repos.
Son pelage gris, avec un bas ventre, la face inférieure de la queue et l'intérieur des pattes blanc permettent de le distinguer facilement du kangourou roux.
Il se déplace en bondissant sur ses pattes arrière et à pleine vitesse, il peut faire des bonds de 9 m. Il peut se déplacer sur ses quatre pattes lorsqu'il avance lentement, par exemple pour brouter.
Il a une vue puissante, un odorat développé et il peut orienter le pavillon de ses grandes oreilles pour localiser l'origine d'un bruit.

## Distribution et habitat
On le trouve dans toute la partie est de l'Australie, depuis le Queensland jusqu'à la Tasmanie. Il vit dans les prairies et les bois clairsemés.

## Mode de vie
Animal nocturne, il dort le jour dans des trous creusés dans la terre et profite des heures fraîches et de la nuit pour se nourrir.
Il vit en petits groupes appelés foules (un mob en anglais) avec un mâle dominant, 2 ou 3 femelles et 2 ou 3 jeunes mâles. Plusieurs mobs peuvent se rassembler pour brouter ensemble.

## Alimentation
Ce sont des animaux herbivores qui vivent dans les prairies humides (à la différence du kangourou roux qui vit dans des zones semi-arides) très souvent à la limite des prairies agricoles (il mange donc principalement de l'herbe).

## Dents
Formule dentaire : 

## Reproduction

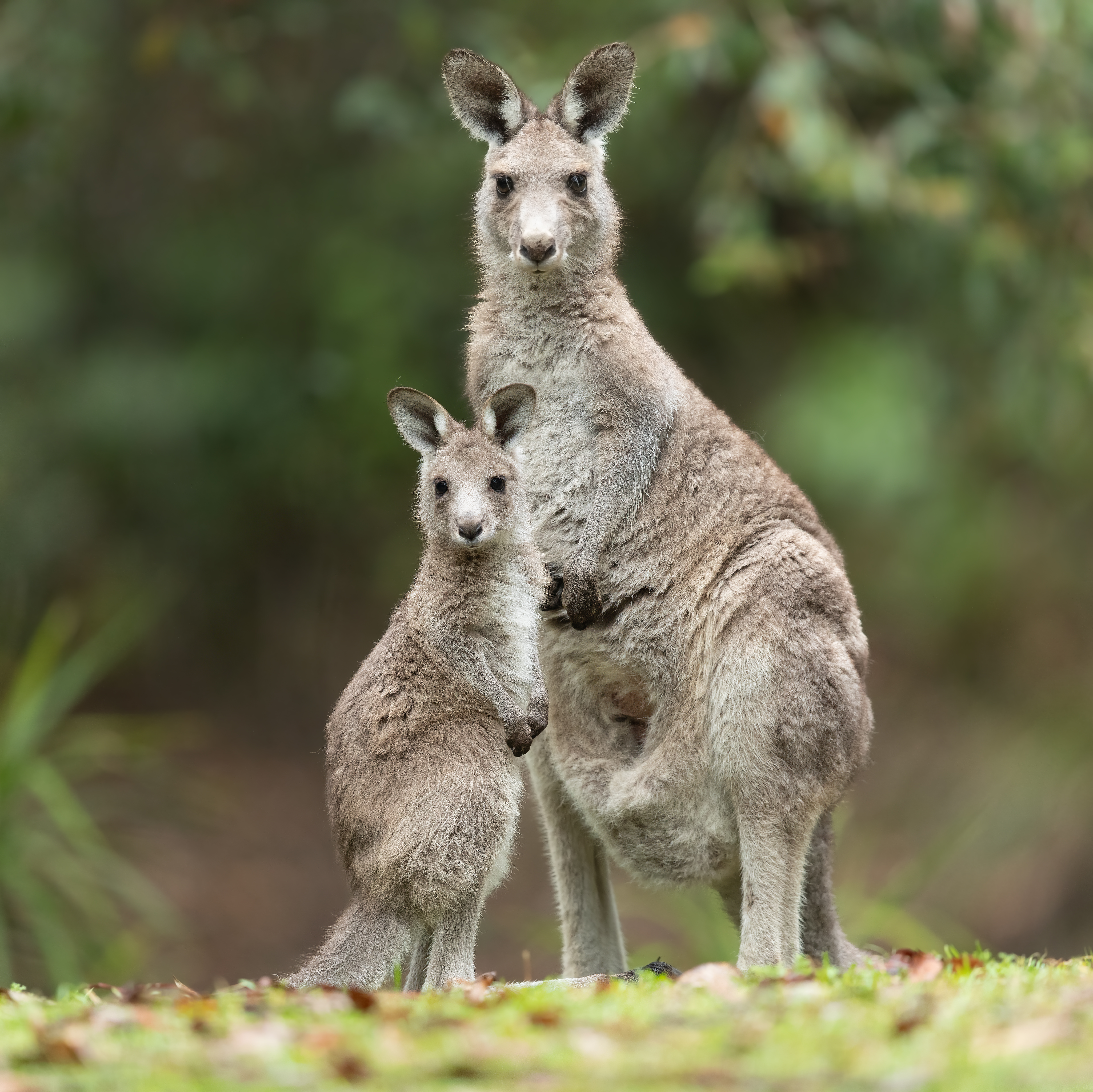
Une maman kangourou géant et son enfant, en Nouvelle-Galles du Sud, Australie. Octobre 2019.

Le kangourou géant devient adulte vers un an et demi, deux ans. La période de reproduction se fait du printemps au début de l'été. La durée de gestation est de 30 à 38 jours puis le petit passe dans la poche marsupiale pour une période de 300 jours. Il restera avec sa mère jusqu'à 18 mois.

## Ennemis
Il n'a que deux ennemis : le dingo et l'homme, qui supportent difficilement sa proximité.